# Siaosi Manumataongo Tukuʻaho
Le prince Siaosi Manumataongo ʻAlaivahamamaʻo ʻAhoʻeitu Konstantin Tukuʻaho, mieux connu sous le nom de Siaosi Tukuʻaho ou le titre de noblesse Tupoutoʻa ʻUlukalala (Lord ʻUlukalala jusqu'en 2012), né le 17 septembre 1985, est prince héritier des Tonga.
Il est le fils du roi Tupou VI et de la reine Nanasipauʻu Tukuʻaho, et le neveu de George Tupou V. Il est également le tenant de l'un des trente-trois titres de la noblesse tongienne héréditaire, le titre d'ʻUlukalala, que son père lui a transmis en 2006.

## Prince héritier
Le 18 mars 2012, son oncle, le roi Siaosi Tupou V, décède subitement et son père, le prince ʻAhoʻeitu Tukuʻaho, lui succède comme roi des Tonga. Siaosi Tukuʻaho, en qualité de fils aîné du nouveau roi, devient alors prince héritier et Tupoutoʻa ʻUlukalala. Ce statut est officialisé début avril,.

## Ministre
Le 28 janvier 2025, le nouveau Premier ministre, ‘Aisake Eke, le nomme ministre des Affaires étrangères et ministre des Forces armées dans son gouvernement, double portefeuille qu'il détenait par intérim sous le précédent gouvernement.

## Mariage et descendance
En juillet 2011, le prince, âgé de 26 ans, étudiant en Australie, se fiance avec sa cousine au second degré, l'Honorable Sinaitakala Fakafanua, de deux ans sa cadette,.
Le mariage est célébré le 12 juillet 2012 à Nukuʻalofa, capitale de l’État polynésien. Ce mariage a donné lieu à de nombreuses controverses au sein des autorités tongiennes et de certains membres de la famille royale du fait d'une union entre cousins ; la reine-mère Halaevalu Mataʻaho ʻAhomeʻe n'assiste pas à la cérémonie.
Le couple princier a quatre enfants, princes et princesse avec prédicat d'altesse royale :
1. le prince Taufaʻahau Manumataongo Tukuʻaho (en) (né le 10 mai 2013), second dans l'ordre de succession des Tonga après son père[13].
2. la princesse Halaevalu Mataʻaho (née le 12 juillet 2014)[14].
3. la princesse Nanasipauʻu Eliana (née le 20 mars 2018)[15].
4. la princesse Salote Mafile’o Pilolevu (née le 25 février 2021)[16]

## Titulature
- 17 septembre 1985 : Son Altesse royale le prince Siaosi Manumataongo ʻAlaivahamamaʻo ʻAhoʻeitu Konstantin Tukuʻaho (naissance) ;
- 27 septembre 2006 : Son Altesse royale ʻUlukālala ;
- 18 mars 2012 : Son Altesse royale le prince héritier, Tupoutoʻa ʻUlukālala.